# Pont des Marais
Le pont des Marais est un pont routier et piéton sur l'Aire, situé sur le territoire de la commune de Confignon, dans le canton de Genève en Suisse.

## Localisation
Le pont des Marais est le septième pont le plus en amont de l'Aire après son entrée en Suisse. Ce pont est nommé ainsi en référence au chemin du même nom qui descend du village pour rejoindre le pont et rappelle la zone marécageuse qui s'étendait à l'époque entre les communes de Lancy et de Confignon.
En 2007, la zone de l'Aire entre le pont des Marais et le pont du Centenaire a été complètement renaturée pour un montant d'environ 2,5 millions de francs suisses mis à disposition par le Grand Conseil genevois. Dans cette zone, plusieurs espaces ont été créés pour favoriser la reproduction des poissons ainsi que des couleuvres.

## Sources